# وطنية للتكافل
الشركة الوطنية للتكافل واختصارها PJSC هي شركة تكافل مقرها في أبو ظبي، الإمارات العربية المتحدة .
تأسست الشركة في عام 2011 من قبل شركة أبوظبي الوطنية للتمويل الإسلامي وشركة أبوظبي الوطنية للتأمين وشركة طاقة وشركة الدار العقارية . طرح هؤلاء المستثمرون المؤسسون حوالي 55% من أسهم الشركة في طرح عام أولي تجاوز الاكتتاب سبع مرات. بدأت الشركة عملياتها بعد فترة وجيزة ، مع افتتاح فرعين في أبو ظبي ودبي على مدى العامين التاليين.
في عام 2014 ، استحوذت مجموعة إم بي القابضة التي تتخذ من سلطنة عمان مقراً لها على 60.5% من الشركة من خلال شركتين تابعتين ، بما في ذلك شركة المدينة تكافل .
تعمل الوطنية باستخدام نموذج الوكالة وتقدم منتجات التكافل العام والصحي.

## وصلات خارجية
- الموقع الرسمي